# Corcovada
La corcovada, amb nom científic Dentex gibbosus, és un peix de mar de la infraclasse dels teleostis de la família dels espàrids i de l'ordre dels perciformes. El nom de corcovada fa referència a una prominència o gibositat frontal que es desenvolupa en els mascles adults. Va ser descrit com a Sparus gibbosus per Constantine Rafinesque el 1810.
Pot arribar fins a 106 cm de llargària total. Es troba a les costes de l'Atlàntic oriental (des de Portugal fins a Angola, incloent-hi les Illes Canàries i São Tomé i Príncipe) i de la mar Mediterrània. És una espècie litoral i sublitoral que habita als fons de roca i als conglomerats, entre els 20 i els 220 metres. No se l'ha de confondre amb el seu parent, el déntol (dentex dentex).